# ダイワワイルドボア
ダイワワイルドボア（欧字名:Daiwa Wild Boar、2005年2月21日 - ）は、日本の競走馬。主な勝ち鞍に2008年のセントライト記念。

## 経歴

### 競走馬時代
2007年11月25日の第5回東京競馬最終日第2競走の新馬戦で、安藤勝己騎乗でデビューし2番人気に押されたが結果は8着だった。翌2008年1月19日、第1回中山競馬5日目第5競走の3歳未勝利戦で、後藤浩輝の騎乗により3戦目にして初勝利を挙げる。続く東京競馬場での新緑賞（3歳500万下条件）で、北村宏司が騎乗して2勝目を挙げる。その後、東京優駿競走トライアルのプリンシパルステークスに挑んだが7着と敗れ、東京優駿出走はできなかった。夏は新潟競馬で特別戦を2度使われたが、いずれも3着という結果であった。
秋になり、中山競馬場でのセントライト記念に北村宏司が再び騎乗して出走。9番人気と低い評価であったが、第1コーナーで2頭が落馬競走中止するという波乱の展開の中、最後の直線、残り2ハロンで松岡正海騎乗の人気のマイネルチャールズが先頭に立ち、そのままゴールインする瞬間を捉えて半馬身差し切り、重賞初制覇を飾ると共に、菊花賞への優先出走権を得た。続く菊花賞では中団でレースを進めるが、直線で伸びあぐねて8着に敗れた。続くジャパンカップでは16着と大敗した。
明け4歳緒戦は2009年1月4日の中山金杯だったが、人気通りの8着に敗れた。続く日経賞では中団からレースを進めるが、直線で伸びあぐねて5着に終わった。続くオープン特別・メトロポリタンステークスでは2番人気に推されたが、またもや直線で伸びあぐねて6着に敗れた。続く目黒記念では道中後方からレースを進めたが、不良馬場がこたえて14着と大敗した。休養を挟み、9月27日のオールカマーに出走したが11着と大敗した。続くアンドロメダステークスでは見せ場なく12着と惨敗した。続くステイヤーズステークスでは中団追走も伸び切れず6着に敗れた。
5歳となった2010年の初戦は前年同様中山金杯に出走したが、終始後方のまま10着と大敗した。続くアメリカジョッキークラブカップでも9着に敗れた。続くダイヤモンドステークスでは中団追走も伸び切れず13着、日経賞では6着、メトロポリタンステークスでは7着に終わった。その後休養から復帰することなく、地方競馬への移籍を前提とした形で、翌2011年2月10日付でJRAの登録を抹消。同年3月に大井の立花伸厩舎に移籍する。だが1度も走ることのないまま、2012年10月1日付けで登録を抹消された。

### 引退後
引退後は、栃木県小山市の小山乗馬クラブで乗馬となった。

## 競走成績
| 年月日 | 年月日 | 年月日 | 競馬場 | 競走名           | 格       | 頭数 | オッズ （人気） | 着順 | 騎手       | 斤量 (kg) | 距離（馬場）  | タイム （上り3F） | 時計 差 | 勝ち馬/（2着馬）       |
| 2007   | 11.    | 25     | 東京   | 2歳新馬          |          | 18   | 4.1（2人）      | 8着  | 安藤勝己   | 55        | 芝1800m（良） | 1:54.2 (34.6)     | 0.4     | ラヴドシャンクシー     |
|        | 12.    | 9      | 中山   | 2歳未勝利        |          | 15   | 14.3（5人）     | 6着  | 北村宏司   | 55        | 1600m（良）   | 1:36.2 (35.3)     | 0.8     | アサクサダンディ       |
| 2008   | 1.     | 19     | 中山   | 3歳未勝利        |          | 16   | 9.4（4人）      | 1着  | 後藤浩輝   | 56        | 芝2200m（良） | 2:17.9 (36.3)     | -0.2    | （サクラシコウテイ）   |
|        | 2.     | 2      | 東京   | 3歳500万下       |          | 13   | 28.5（8人）     | 2着  | C.ルメール | 56        | 芝2400m（良） | 2:25.8 (34.4)     | 0.1     | マゼラン               |
|        | 3.     | 2      | 中山   | 水仙賞           | 500万下  | 13   | 3.3（2人）      | 6着  | 藤田伸二   | 56        | 芝2200m（良） | 2:17.3 (36.7)     | 0.8     | オリエンタルヨーク     |
|        | 3.     | 23     | 中山   | スプリングS      | JpnII    | 16   | 90.2（14人）    | 14着 | 北村宏司   | 56        | 芝1800m（良） | 1:49.9 (35.6)     | 1.0     | スマイルジャック       |
|        | 4.     | 26     | 東京   | 新緑賞           | 500万下  | 10   | 3.9（2人）      | 1着  | 北村宏司   | 56        | 芝2300m（良） | 2:20.5 (34.2)     | -0.2    | （ピサノエミレーツ）   |
|        | 5.     | 10     | 東京   | プリンシパルS    | OP       | 18   | 12.7（6人）     | 7着  | 北村宏司   | 56        | 芝2000m（稍） | 2:02.9 (36.5)     | 1.4     | ベンチャーナイン       |
|        | 7.     | 27     | 新潟   | 佐渡特別         | 1000万下 | 13   | 7.9（5人）      | 3着  | 松岡正海   | 54        | 芝2200m（良） | 2:15.8 (33.8)     | 0.1     | キングオブカルト       |
|        | 8.     | 23     | 新潟   | 阿賀野川特別     | 1000万下 | 12   | 3.9（3人）      | 3着  | 松岡正海   | 54        | 芝2200m（良） | 2:12.5 (35.0)     | 0.6     | オウケンブルースリ     |
|        | 9.     | 21     | 中山   | セントライト記念 | JpnII    | 18   | 18.5（9人）     | 1着  | 北村宏司   | 56        | 芝2200m（稍） | 2:14.6 (35.1)     | -0.1    | （マイネルチャールズ） |
|        | 10.    | 26     | 京都   | 菊花賞           | JpnI     | 18   | 9.9（4人）      | 8着  | 北村宏司   | 57        | 芝3000m（良） | 3:06.8 (34.8)     | 1.1     | オウケンブルースリ     |
|        | 11.    | 30     | 東京   | ジャパンC        | GI       | 17   | 127.0（17人）   | 16着 | 北村宏司   | 55        | 芝2400m（良） | 2:26.9 (34.9)     | 1.4     | スクリーンヒーロー     |
| 2009   | 1.     | 4      | 中山   | 中山金杯         | GIII     | 16   | 20.4（8人）     | 8着  | 北村宏司   | 56        | 芝2000m（良） | 1:59.2（35.8)     | 0.7     | アドマイヤフジ         |
|        | 3.     | 28     | 中山   | 日経賞           | GII      | 14   | 35.2（8人）     | 5着  | 後藤浩輝   | 57        | 芝2500m（良） | 2:32.3（35.8)     | 1.1     | アルナスライン         |
|        | 4.     | 25     | 東京   | メトロポリタンS  | OP       | 16   | 4.8（2人）      | 6着  | 柴田善臣   | 56        | 芝2400m（不） | 2:33.8（37.2)     | 0.7     | スノークラッシャー     |
|        | 5.     | 31     | 東京   | 目黒記念         | GII      | 18   | 30.3（10人）    | 14着 | 後藤浩輝   | 56        | 芝2500m（不） | 2:43.3（41.8)     | 4.3     | ミヤビランベリ         |
|        | 9.     | 27     | 中山   | オールカマー     | GII      | 15   | 33.1（9人）     | 11着 | 北村宏司   | 57        | 芝2200m（良） | 2:12.5（34.2)     | 1.1     | マツリダゴッホ         |
|        | 11.    | 14     | 京都   | アンドロメダS    | OP       | 17   | 78.8（14人）    | 12着 | 藤岡佑介   | 56        | 芝2000m（重） | 2:01.8（36.0)     | 1.3     | ナムラクレセント       |
|        | 12.    | 5      | 中山   | ステイヤーズS    | GII      | 16   | 49.4（12人）    | 6着  | 田中勝春   | 57        | 芝3600m（稍） | 3:51.7（34.6)     | 0.4     | フォゲッタブル         |
| 2010   | 1.     | 5      | 中山   | 中山金杯         | GIII     | 16   | 53.4（12人）    | 10着 | 田中勝春   | 55        | 芝2000m（良） | 2:01.3（35.0)     | 0.5     | アクシオン             |
|        | 1.     | 24     | 中山   | AJCC             | GII      | 13   | 20.5（8人）     | 9着  | 北村宏司   | 57        | 芝2200m（良） | 2:14.3（36.4)     | 1.7     | ネヴァブション         |
|        | 2.     | 14     | 東京   | ダイヤモンドS    | GIII     | 15   | 61.3（12人）    | 13着 | 後藤浩輝   | 54        | 芝3400m（良） | 3:34.0（36.9)     | 1.4     | フォゲッタブル         |
|        | 3.     | 27     | 中山   | 日経賞           | GII      | 15   | 103.7（11人）   | 6着  | 武士沢友治 | 57        | 芝2500m（稍） | 2:34.4（34.9)     | 0.3     | マイネルキッツ         |
|        | 4.     | 24     | 東京   | メトロポリタンS  | OP       | 14   | 17.4（6人）     | 7着  | 北村宏司   | 54        | 芝2400m（良） | 2:27.3（35.3)     | 1.2     | ナカヤマフェスタ       |

## 血統表
| ダイワワイルドボアの血統（サンデーサイレンス系 / Almahmoud5×5=6.25%） | ダイワワイルドボアの血統（サンデーサイレンス系 / Almahmoud5×5=6.25%） | ダイワワイルドボアの血統（サンデーサイレンス系 / Almahmoud5×5=6.25%） | （血統表の出典） | （血統表の出典） |
| 父 アグネスタキオン 1998 栗毛                                         | 父の父*サンデーサイレンス Sunday Silence 1986 青鹿毛                  | Halo                                                                  | Hail to Reason   | Hail to Reason   |
| 父 アグネスタキオン 1998 栗毛                                         | 父の父*サンデーサイレンス Sunday Silence 1986 青鹿毛                  | Halo                                                                  | Cosmah           |                  |
| 父 アグネスタキオン 1998 栗毛                                         | 父の父*サンデーサイレンス Sunday Silence 1986 青鹿毛                  | Wishing Well                                                          | Understanding    | Understanding    |
| 父 アグネスタキオン 1998 栗毛                                         | 父の父*サンデーサイレンス Sunday Silence 1986 青鹿毛                  | Wishing Well                                                          | Mountain Flower  |                  |
| 父 アグネスタキオン 1998 栗毛                                         | 父の母アグネスフローラ 1987 鹿毛                                      | *ロイヤルスキー                                                       | Raja Baba        | Raja Baba        |
| 父 アグネスタキオン 1998 栗毛                                         | 父の母アグネスフローラ 1987 鹿毛                                      | *ロイヤルスキー                                                       | Coz o'Nijinsky   |                  |
| 父 アグネスタキオン 1998 栗毛                                         | 父の母アグネスフローラ 1987 鹿毛                                      | アグネスレディー                                                      | *リマンド        | *リマンド        |
| 父 アグネスタキオン 1998 栗毛                                         | 父の母アグネスフローラ 1987 鹿毛                                      | アグネスレディー                                                      | イコマエイカン   |                  |
| 母 *セニョラージェ eigniorage 1994 青鹿毛                             | 母の父Nureyev 1977 鹿毛                                               | Northern Dancer                                                       | Nearctic         | Nearctic         |
| 母 *セニョラージェ eigniorage 1994 青鹿毛                             | 母の父Nureyev 1977 鹿毛                                               | Northern Dancer                                                       | Natalma          |                  |
| 母 *セニョラージェ eigniorage 1994 青鹿毛                             | 母の父Nureyev 1977 鹿毛                                               | Special                                                               | Forli            | Forli            |
| 母 *セニョラージェ eigniorage 1994 青鹿毛                             | 母の父Nureyev 1977 鹿毛                                               | Special                                                               | Thong            |                  |
| 母 *セニョラージェ eigniorage 1994 青鹿毛                             | 母の母Suavite 1981 鹿毛                                               | Alleged                                                               | Hoist the Flag   | Hoist the Flag   |
| 母 *セニョラージェ eigniorage 1994 青鹿毛                             | 母の母Suavite 1981 鹿毛                                               | Alleged                                                               | Princess Pout    |                  |
| 母 *セニョラージェ eigniorage 1994 青鹿毛                             | 母の母Suavite 1981 鹿毛                                               | Guinevere's Folly                                                     | Round Table      | Round Table      |
| 母 *セニョラージェ eigniorage 1994 青鹿毛                             | 母の母Suavite 1981 鹿毛                                               | Guinevere's Folly                                                     | Lodge F-No.4-r   |                  |

伯父に、1991年の凱旋門賞優勝馬スワーヴダンサーがいる。